# Филлотопсис гнездовидный
Филлото́псис гнездови́дный (лат. Phyllotopsis nidulans) — вид грибов, входящий в род Филлотопсис (Phyllotopsis) семейства Рядовковые (Tricholomataceae).

## Описание
Плодовые тела многочисленные, шляпочные, сидячие, небольших и средних размеров, вееровидной, почковидной или почти округлой формы. Верхняя поверхность шляпки покрыта беловатым гигрофанным опушением, бледно-жёлтая, розовато-оранжевая или жёлто-оранжевая, при подсыхании бледно-жёлтая. Край шляпки у молодых грибов всегда подвёрнут, к старости изредка разгибается. Мякоть желтоватая, у молодых грибов со слабым приятным запахом, с возрастом и при высыхании изменяющимся до довольно сильного, неприятного.
Гименофор пластинчатый, пластинки более насыщенно окрашенные, чем шляпка, от розово-жёлтого до ржавчинно-оранжевого цвета, частые, с цельным краем. Споровый отпечаток розовый, вскоре выцветающий до беловатого.
Кутикула шляпки — кутис, покрытый волосками, напоминающими триходермис. Гифы с пряжками. Пилеоцистиды отсутствуют или же довольно многочисленные, нитевидные. Хейлоцистиды имеются. Базидии четырёхспоровые, споры аллантоидной формы, 5—6,5×2,5—3 мкм, неамилоидные.
Случаи пищевых отравлений филлотопсисом не известны, однако плодовые тела гриба обладают жёсткой консистенцией и, нередко, неприятным запахом, сохраняющимся при обработке. Относится к несъедобным грибам.

### Сходные виды
Известен ещё один вид рода, произрастающий в Средней Азии и Северной Америке — филлотопсис слабогнездящийся. Отличается продолговатыми, иногда почти округлыми спорами, более яркой оранжевой окраской и более тонкими и редкими пластинками.
Молодые плодовые тела филлотопсиса напоминают грибы тапинеллы панусовидной, однако взрослые экземпляры отличаются значительно. Оранжевым цветом обладают и плодовые тела крепидота шафранно-пластинчатого, отличающегося буроватыми чешуйками на шляпке и коричневым споровым порошком.

## Ареал и экология
Филлотопсис широко распространён в районах Северного полушария с умеренным климатом. Обычен в Северной Европе и в Европейской части России, а также в Северной Америке. Плодовые тела образуются поздней осенью, в районах с мягкими зимами могут продолжать появляться до весны.
Филлотопсис гнездовидный — сапротроф, разлагающий древесины хвойных и лиственных пород деревьев.

## Таксономия
Филлотопсис гнездовидный был впервые описан Кристианом Хендриком Персоном в 1798 году в составе сборного рода пластинчатых грибов. В 1871 году перенесён в более узкий сборный род бледноспоровых плевротоидных грибов. В 1936 году Рольфом Зингером выделен в отдельный род Филлотопсис.
Филлотопсис гнездовидный — единственный вид рода, произрастающий в Европе. Несколько видов известны из тропических регионов мира

### Синонимы
- Agaricus jonquilla Lév., 1855
- Agaricus nidulans Pers., 1798basionym
- Agaricus odorativus Britzelm., 1893
- Claudopus nidulans (Pers.) Peck, 1886
- Crepidotus jonquilla (Lév.) Quél., 1888
- Crepidotus nidulans (Pers.) Quél., 1875
- Dendrosarcus mollis Paulet, 1793
- Dendrosarcus nidulans (Pers.) Kuntze, 1898
- Panus foetens Fr., 1838
- Panus nidulans (Pers.) Pilát, 1930
- Pleurotus nidulans (Pers.) P.Kumm., 1871
- Pocillaria foetens (Fr.) Kuntze, 1898